# Eduard Sobol
Eduard Oleksandrovych Sobol (en ucraïnès: Едуард Олександрович Соболь; nascut el 20 d'abril de 1995) és un futbolista professional ucraïnès que juga com a defensa al Club Brugge de Primera Divisió A belga i a la selecció d'Ucraïna.

## Carrera de club
Sobol va néixer a Vilniansk, Província de Zaporíjia, Ucraïna, a la família del futbolista professional Oleksandr Sobol. És un producte del sistema juvenil del FC Metalurh Zaporizhzhia. Sobol va debutar amb el FC Metalurhon el 5 de novembre de 2011, davant el FC Enerhetyk Burshtyn a la Primera Lliga d'Ucraïna.
El febrer de 2013, Sobol va signar un contracte de tres anys amb el FC Shakhtar Donetsk.
El 9 de maig de 2018, va jugar el partit en què l'Slavia Praga va guanyar la final de la Copa Txeca 2017-18 contra l'FK Jablonec.

## Carrera internacional
Sobol va ser inclòs a la llista de 31 jugadors de la selecció nacional sènior per al partit de classificació de la Copa del Món de la FIFA 2018 contra Islàndia el 5 de setembre de 2016.
El 17 de novembre de 2020, Sobol va donar positiu per COVID-19 mentre estava convocat per jugar un partit internacional amb Ucraïna.

## Palmarès
Club Brugge
- Primera Divisió A belga: 2019–20,[6] 2020–21, 2021–22
- Supercopa de Bèlgica: 2021

Slavia Praga
- Copa Txeca: 2017–18

Xakhtar Donetsk
- Primera Lliga d'Ucraïna: 2012–13, 2013–14
- Copa d'Ucraïna: 2012–13
- Supercopa d'Ucraïna: 2012, 2013, 2014